# Lac de Koman
Le lac de Koman (en albanais : Liqeni i Komanit) est un réservoir du Drin dans le nord de l'Albanie. 

## Description
Le lac de Koman est entouré par des collines densément boisées, des pentes abruptes, de gorges profondes, et d'une étroite vallée. En plus du Drin, il est alimenté par les rivières Shala et Valbona. Le lac s'étend sur 34 km, avec une largeur de 400 m. La gorge la plus étroite est large de plus de 50 m. Le réservoir a été construit entre 1979 et 1988, près du village de Koman, avec une hauteur de 115 m.

## Faune
La combinaison de la topographie et des conditions hydrologiques ont contribué à la formation de différents habitats. Le chacal doré, le renard, le blaireau, la loutre eurasienne, la fouine, le putois européen sont les principaux mammifères prédateurs. Un grand nombre d'espèces d'oiseaux ont été observées dans la région, dont le martin-pêcheur commun, la caille commune, le héron cendré, le torcol fourmilier, le pic épeiche et la mouette rieuse.

## Ferry

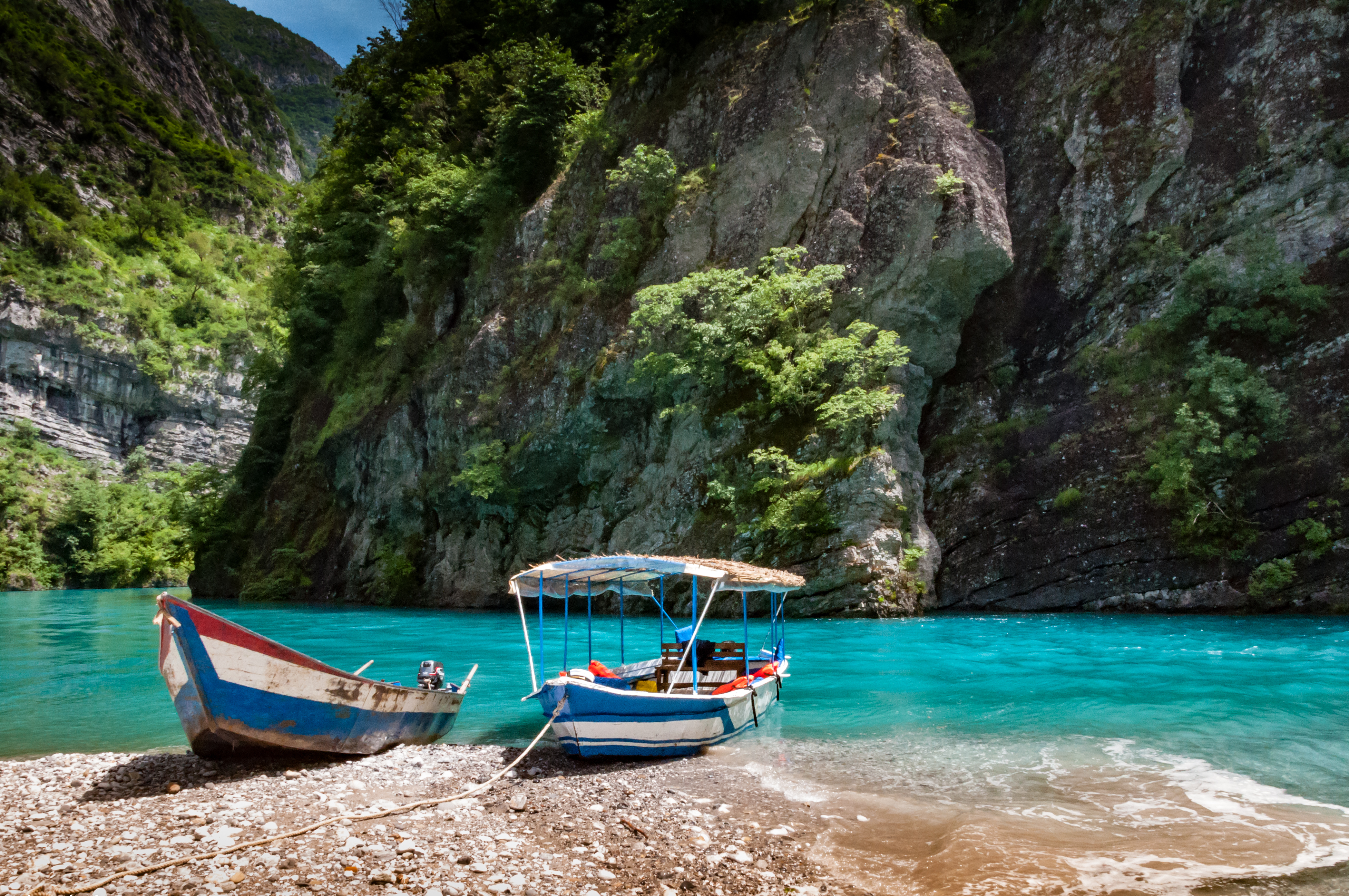
Lac de Koman

Le ferry du lac de Koman fonctionne tous les jours de Koman à Fierza. Le ferry relie la ville de Bajram Curri à la région de Tropojë. Le voyage dure environ deux heures et demie et est également très populaire parmi les touristes étrangers. De plus petits bateaux permettent le transit des biens et des personnes vers des villages éloignés, qui sont souvent loin du lac.

## Galerie

Vues du lac de Koman
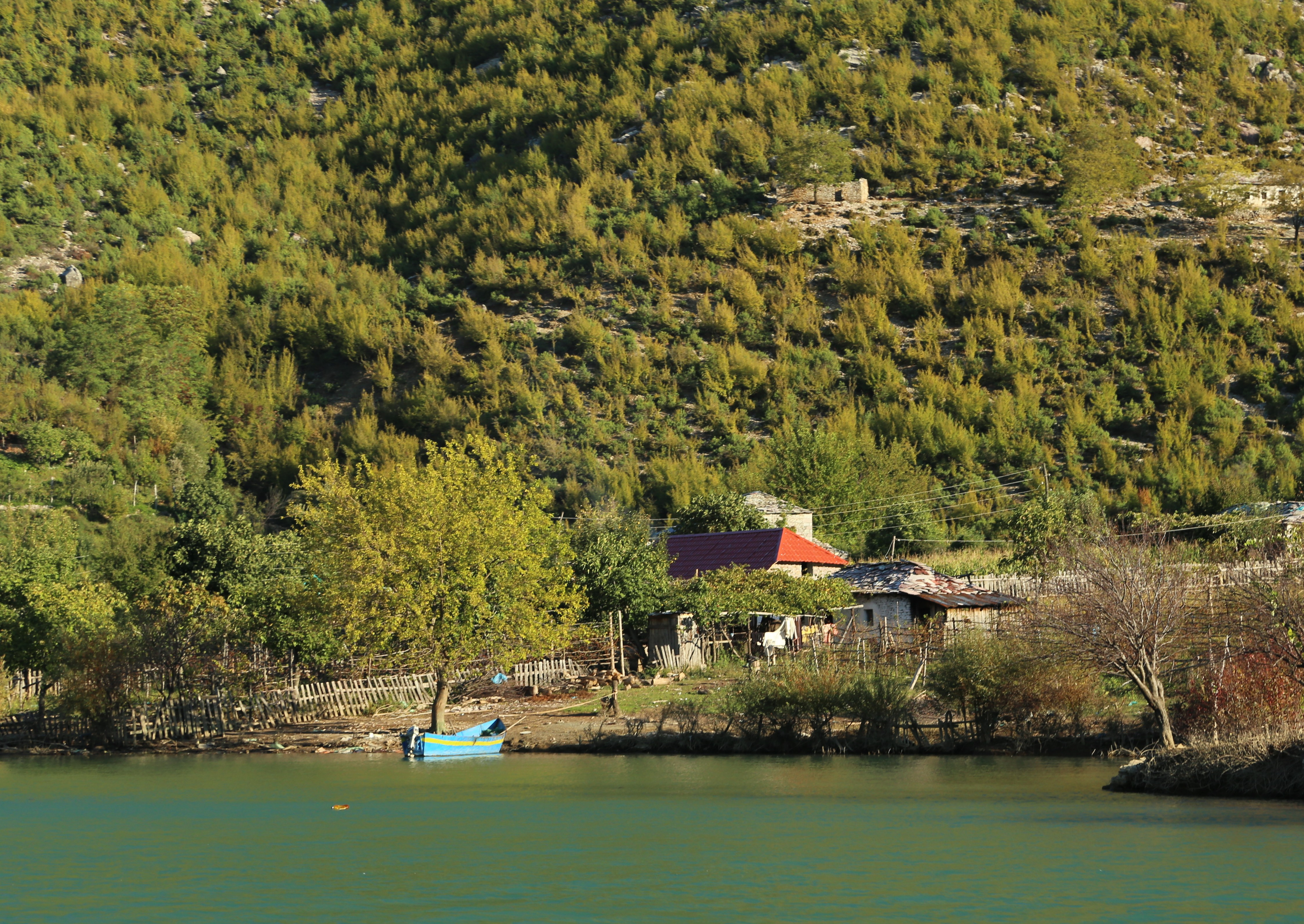
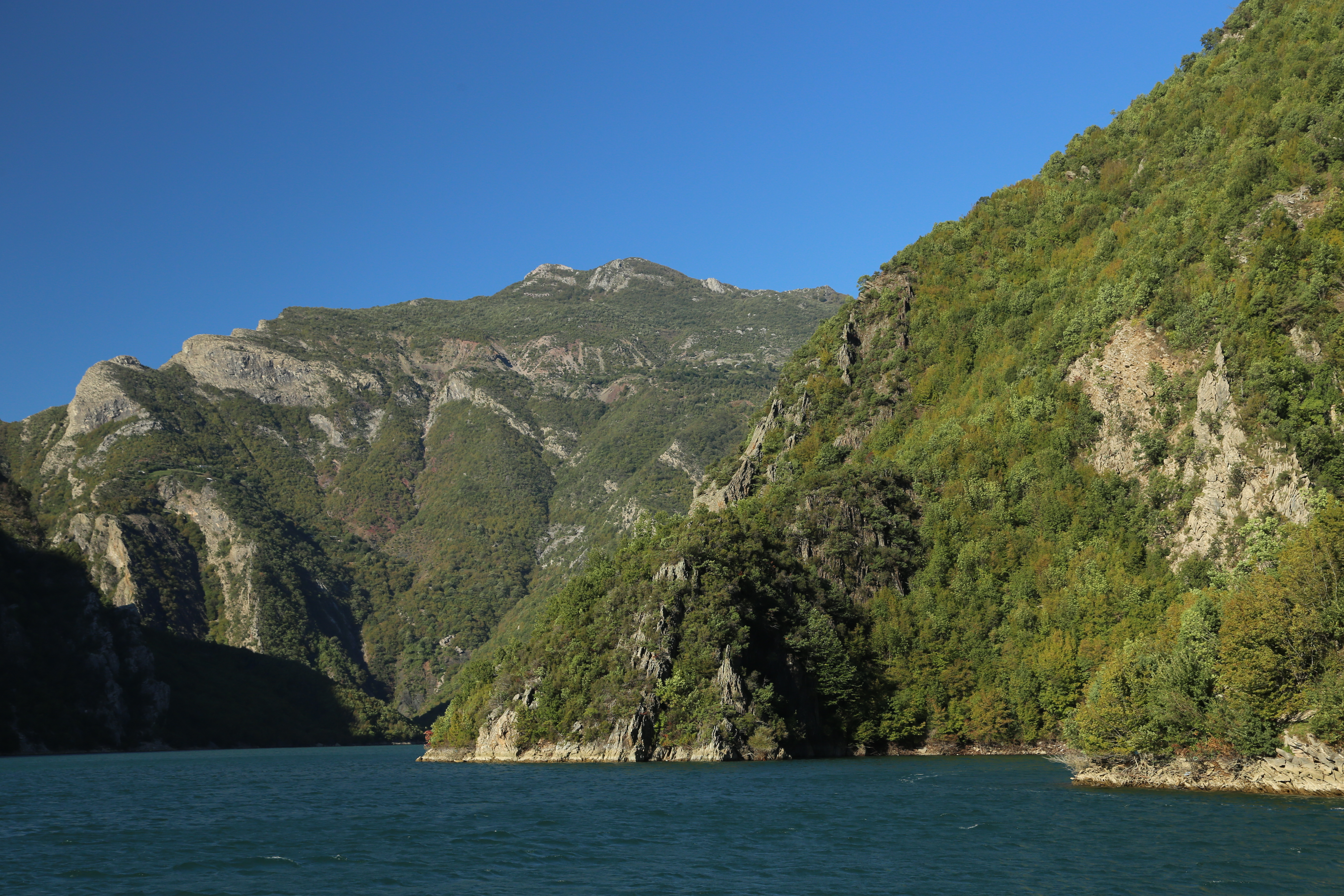
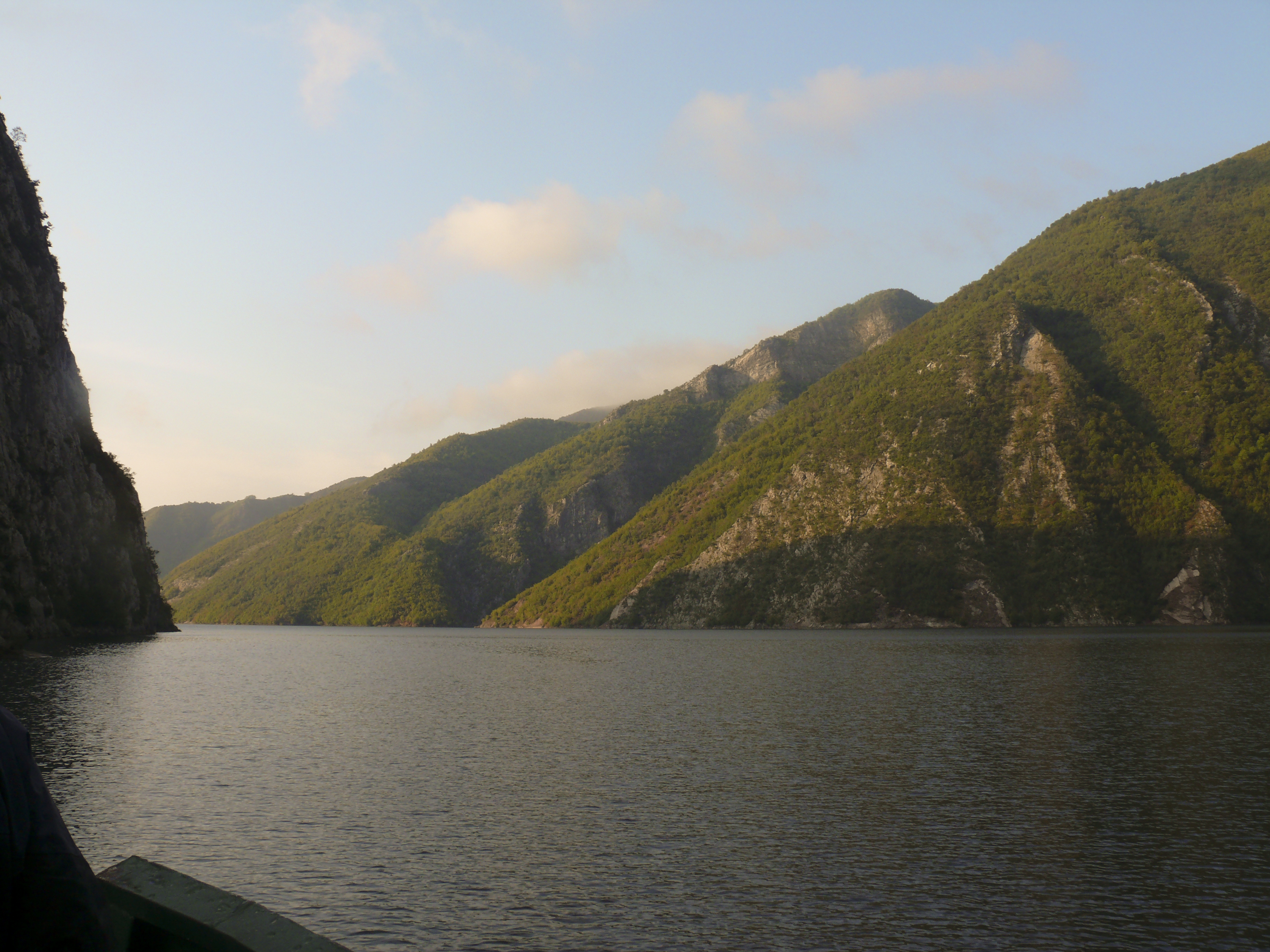
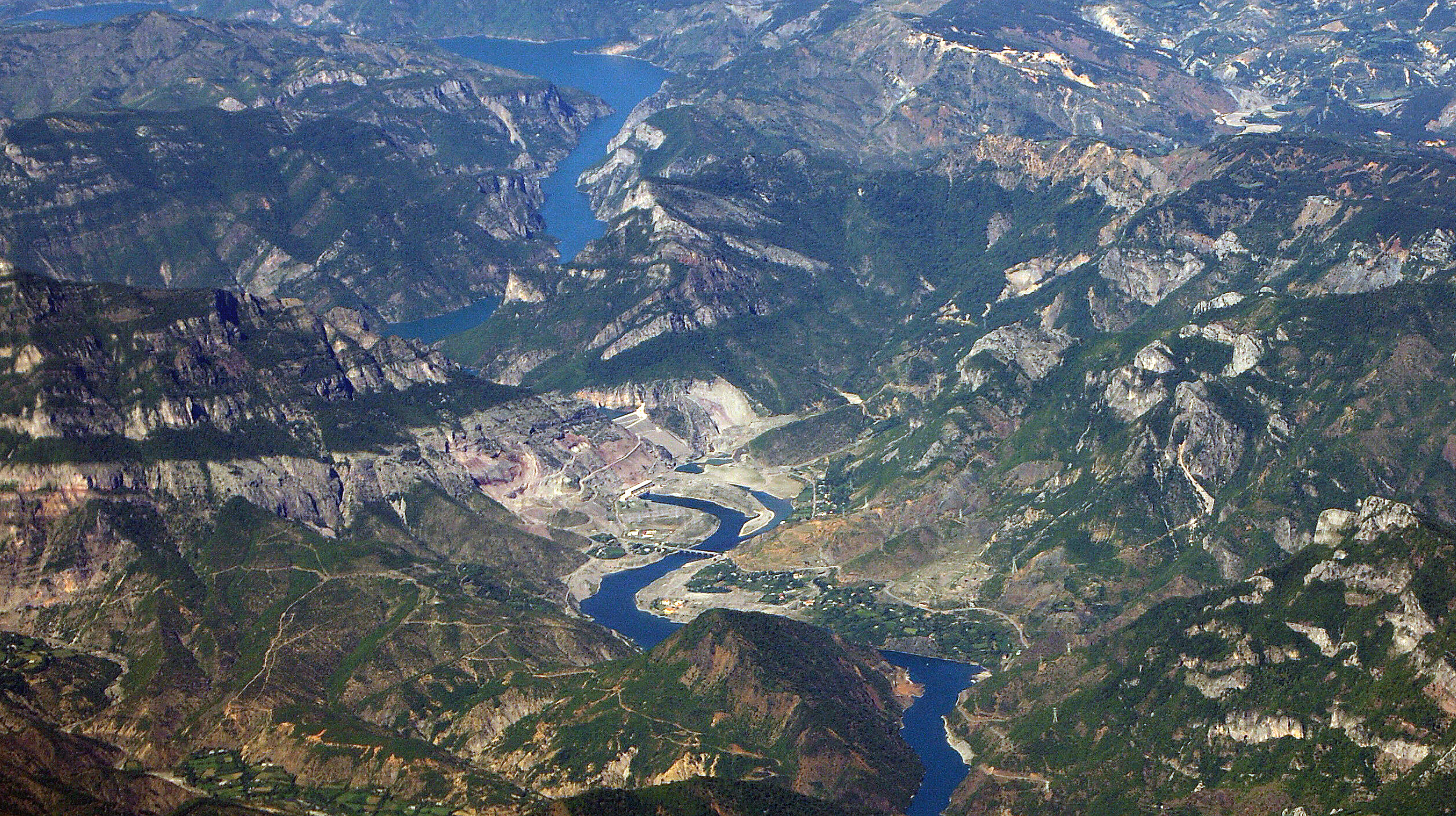
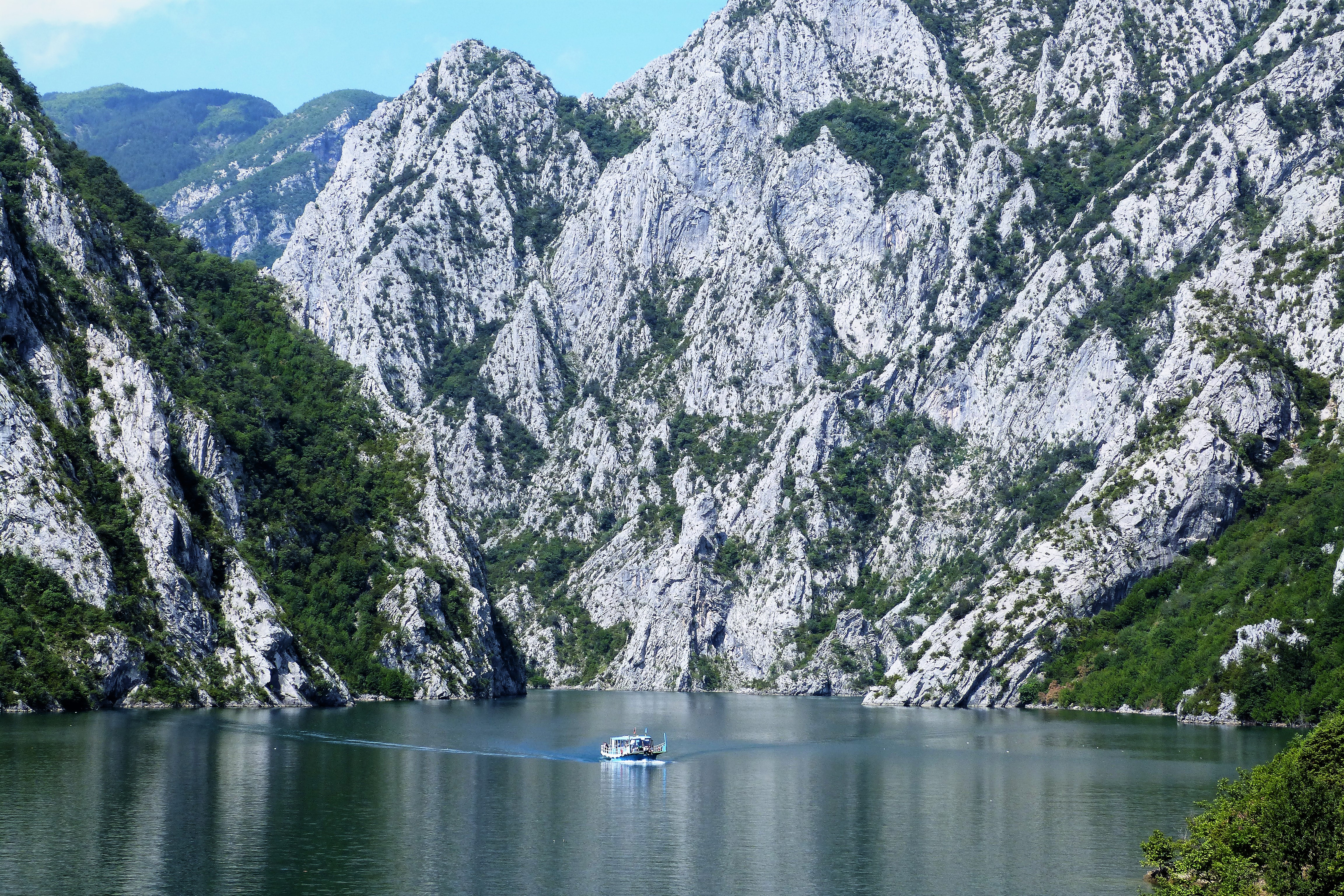
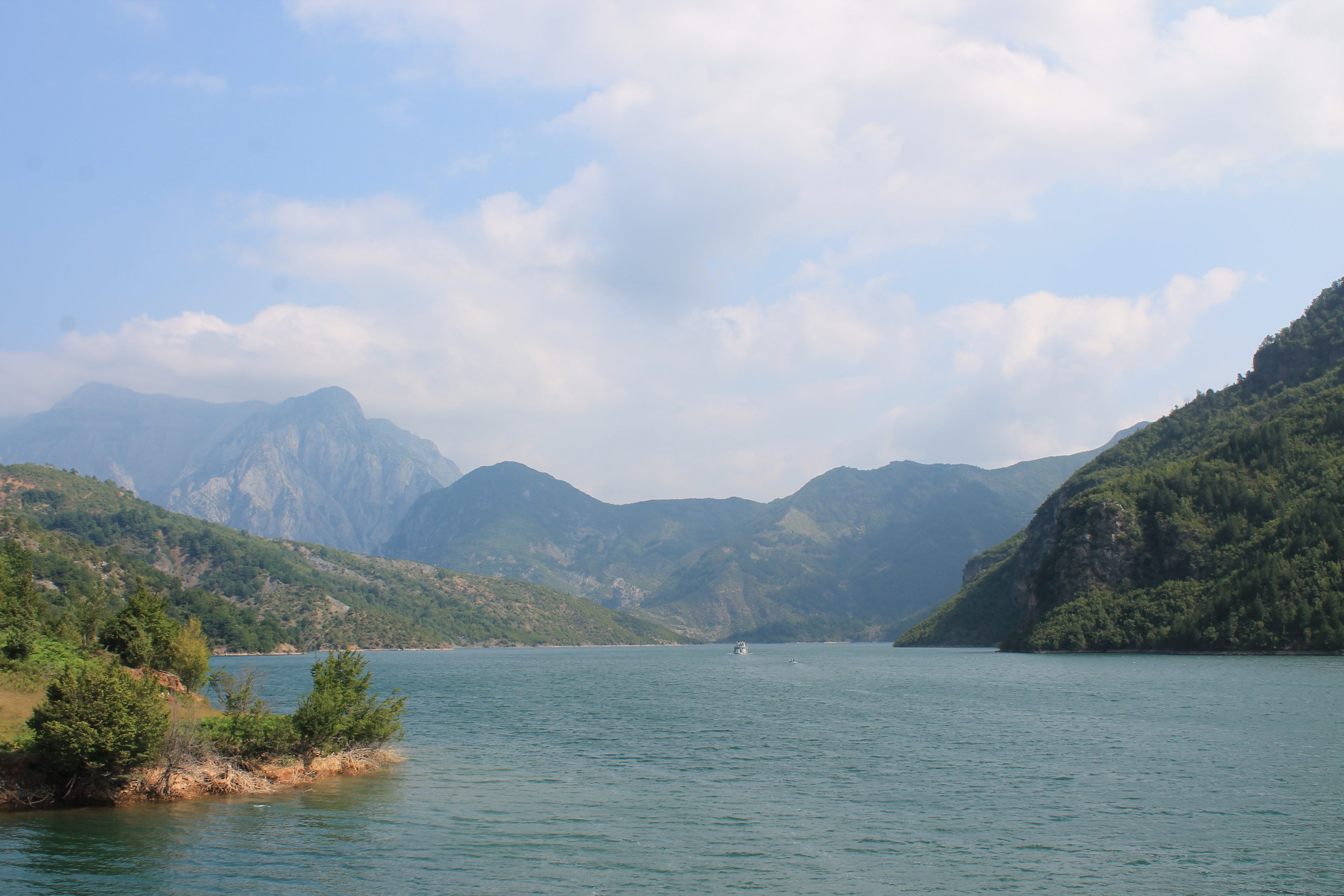
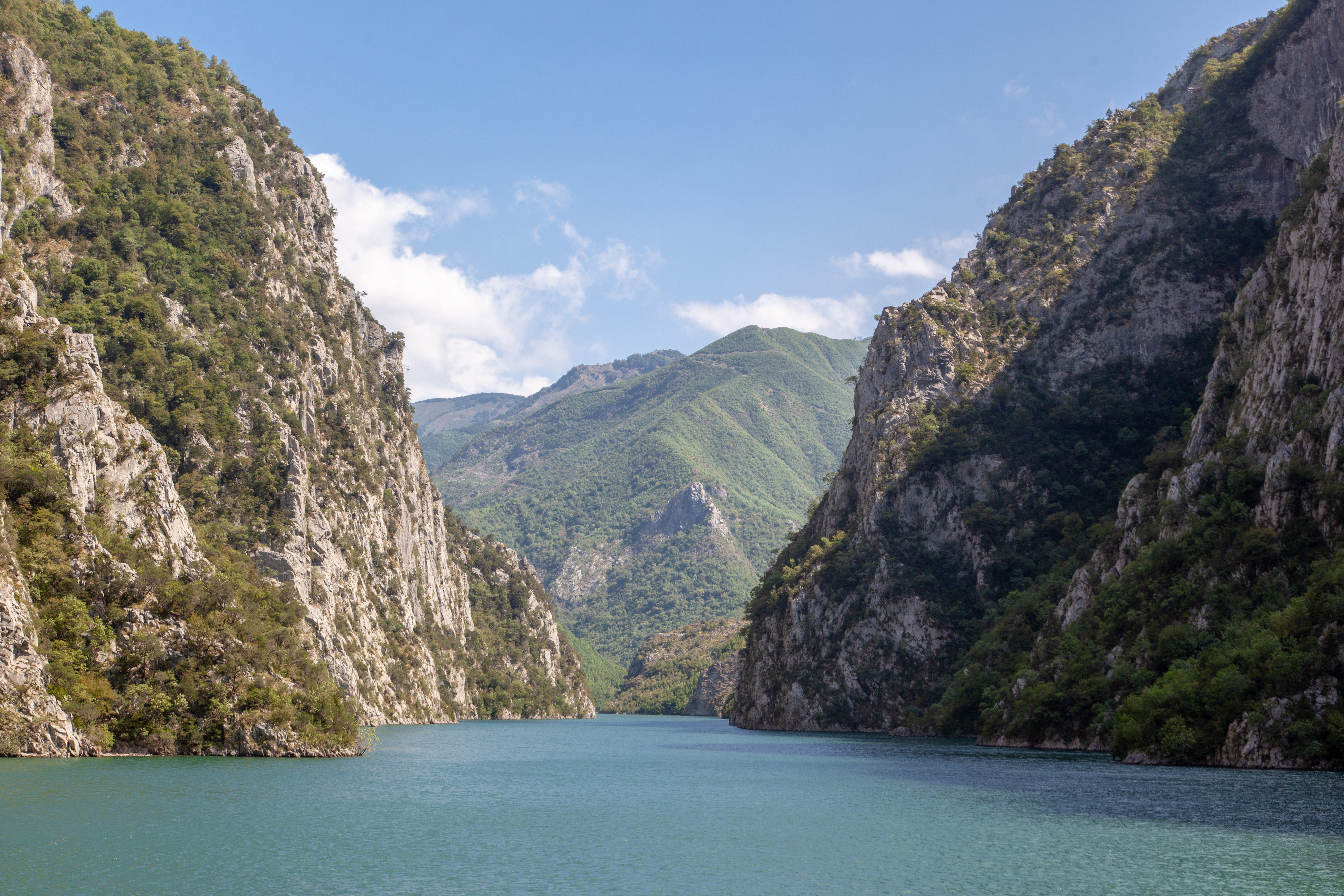